# Murabba-palatset
Murabba-palatset är ett palats i Riyadh i Saudiarabien. 
Det uppfördes mellan 1936 och 1938 och ersatte sedan Masmakfortet som kungens residens. Kung Ibn Saud bodde i palatset från 1938 till sin död 1953. 